# Maxi Gómez
Maximiliano Gómez González, mais conhecido como Maxi Gómez (Paysandú, 14 de agosto de 1996), é um futebolista uruguaio que atua como atacante. Atualmente, está no Defensor.

## Carreira

### Início
Maxi estreou como profissional em 2015 pelo Defensor. Em junho de 2017, ele foi vendido ao Celta de Vigo por quatro milhões de euros.

### Valencia
No dia 14 de julho, o Valencia anunciou Maxi Gómez do Celta de Vigo como novo reforço, envolvendo em uma troca entre o atacante uruguaio e Santi Mina que se juntou ao Celta. Maxi assinou um contrato válido por cinco anos. 

## Estatísticas
Atualizado até 4 de maio de 2019

### Clubes
| Equipe            | Temporada         | Campeonato nacional | Campeonato nacional | Copa nacional | Copa nacional | Competições continentais | Competições continentais | Outros torneios | Outros torneios | Total | Total |
| Equipe            | Temporada         | Jogos               | Gols                | Jogos         | Gols          | Jogos                    | Gols                     | Jogos           | Gols            | Jogos | Gols  |
| ----------------- | ----------------- | ------------------- | ------------------- | ------------- | ------------- | ------------------------ | ------------------------ | --------------- | --------------- | ----- | ----- |
| Defensor Sporting | 2015–16           | 21                  | 14                  | —             | —             | 4                        | 0                        | —               | —               | 25    | 14    |
| Defensor Sporting | 2016              | 14                  | 4                   | —             | —             | —                        | —                        | —               | —               | 14    | 4     |
| Defensor Sporting | 2017              | 12                  | 10                  | —             | —             | 1                        | 1                        | —               | —               | 13    | 11    |
| Defensor Sporting | Total             | 47                  | 28                  | —             | —             | 5                        | 1                        | —               | —               | 52    | 29    |
| Celta de Vigo     | 2017–18           | 36                  | 17                  | 3             | 0             | —                        | —                        | 1               | 0               | 40    | 17    |
| Celta de Vigo     | 2018–19           | 33                  | 13                  | 1             | 0             | —                        | —                        | —               | —               | 34    | 13    |
| Celta de Vigo     | Total             | 69                  | 30                  | 4             | 0             | —                        | —                        | 1               | 0               | 74    | 30    |
| Total na carreira | Total na carreira | 116                 | 64                  | 4             | 0             | 5                        | 1                        | 1               | 0               | 139   | 61    |

## Títulos
Defensor Sporting
- Torneio Apertura: 2017